# Edward Mansel, 2. Baronet
Sir Edward Mansel, 2. Baronet († 4. November 1754, nach anderen Angaben bereits 10. Mai 1754) war ein britischer Adliger. Er war führend an der Gründung der Freimaurerei in Wales beteiligt.
Edward Mansel entstammte einer Seitenlinie der walisischen Familie Mansel. Er war der älteste Sohn von Edward Mansel, 1. Baronet und dessen Frau Dorothy Vaughan. Nach dem Tod seines Vaters 1720 erbte er dessen Titel Baronet, of Trimsaran in the County of Carmarthen, sowie Grundbesitz bei Trimsaran in Südwales. Von 1728 bis 1729 diente er als Sheriff von Carmarthenshire. Mansel gehörte zunächst den Sea Serjeants an, einem konservativen, den Jakobiten nahestehenden Geheimbund. Diesen Bund verließ er, worauf er im Gegenzug 1726 mit die Freimaurerloge von Carmarthen gründete. Diese war die erste walisische Freimaurerloge und Mansel wurde ihr erster Meister vom Stuhl. Mansel war wesentlich an der weiteren Entwicklung der Freimaurerei in Wales beteiligt. In den 1730er Jahren war er in der Großloge von England aktiv. Er wurde erster Großmeister der neuen Provinzial-Großloge von Wales und behielt dieses Amt bis zu seinem Tod.
In erster Ehe hatte Mansel Anne Price geheiratet, eine Tochter von Thomas Price aus Gorth-Lloyn in Carmarthenshire. Sie starb 1731. In zweiter Ehe heiratete er am 3. November 1740 in Hereford eine Frau Bayley aus Vineyard aus Herefordshire., deren Vornamen vermutlich Mary war.
Die erste Ehe von Mansel war kinderlos geblieben. Mit seiner zweiten Frau hatte er mindestens einen Sohn, der sein Erbe wurde:
- Edward Vaughan Mansel, 3. Baronet († 1788)